# اکانیا
اکانیا (به لاتین: Akania) یک منطقهٔ مسکونی در بنگلادش است که در استان چیتاگونگ واقع شده‌است.